# Ilja Reijngoud

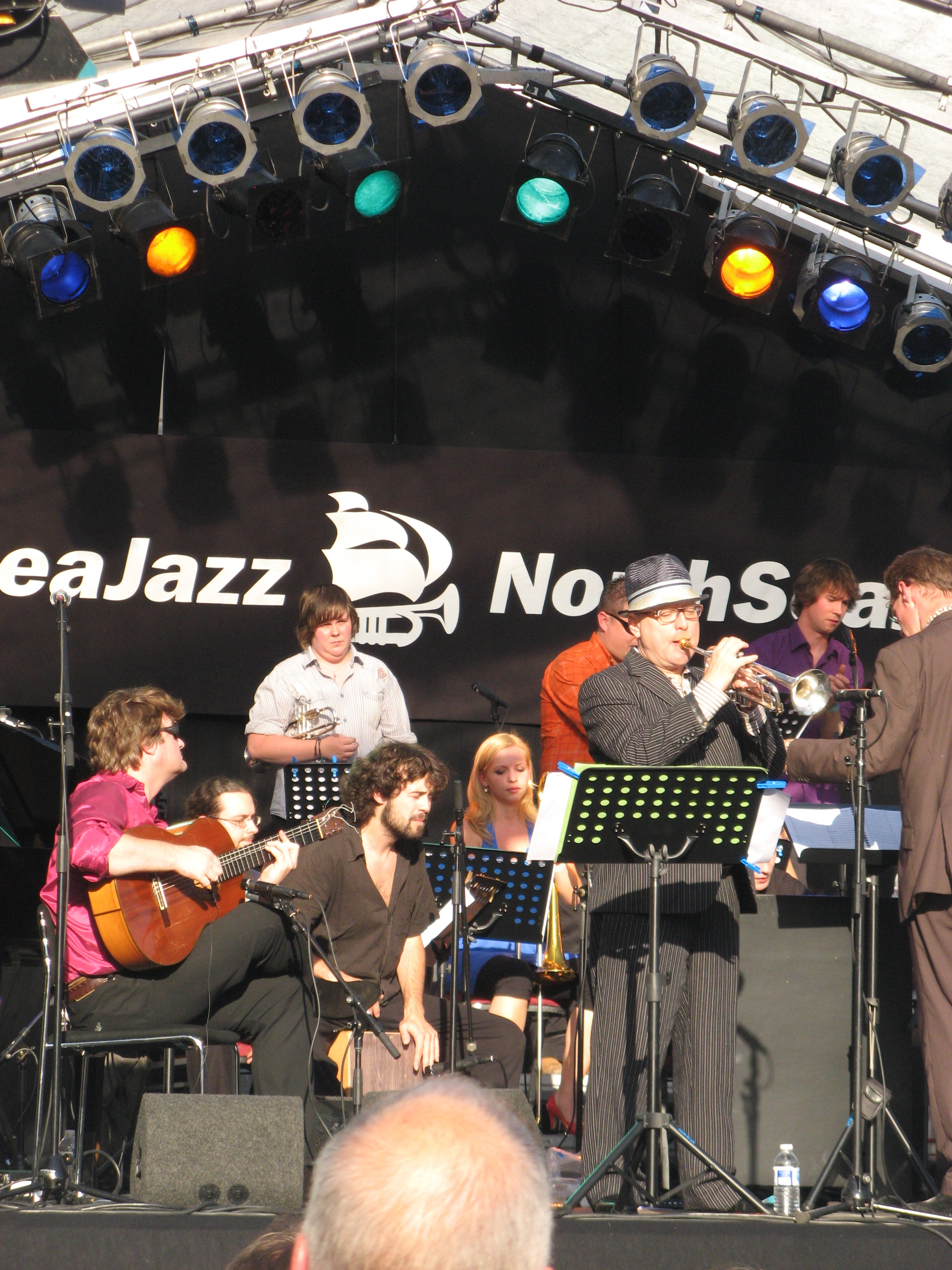
Ilja Reijngoud (uiterst rechts) leidt de Codarts Big Band op het North Sea Jazz festival van 2013

Ilja Reijngoud (Leiden, 5 juli 1972) is een Nederlandse jazztrombonist, componist en arrangeur.

## Biografie
Reijngoud speelde in het jeugdsymfonieorkest in Arnhem toen hij elf was. Hij speelde in de bigband van Guus Tangelder. Hij studeerde aan het conservatorium in Hilversum en studeerde daar in 1996 af. Al tijdens zijn studie was hij actief in allerlei groepen, in de jazz, maar ook in de popmuziek. Met een van die groepen, Nemesis, won hij in 1994 het Middelsee Jazztreffen. Hij werd lid van het Dutch Jazz Orchestra, waarin hij ook nu nog actief is. Met trombonist Bart van Lier richtte hij in 1998 de trombonistenafdeling op het Rotterdams conservatorium op, die nu de grootste tromboneopleiding in Europa is. Tevens nam hij hier de leiding van de bigband. Met Van Lier begon hij tevens een groep, dat in 2000 met een album kwam. In 2003 verscheen zijn eerste album onder eigen naam ("New Arrival") en kreeg hij een Thelonious Monk Award voor de compositie "No Substitute". Ook speelde hij dat jaar met verschillende groepen op tijdens het North Sea Jazz Festival. In 2007 componeerde Reijngoud nummers op basis van sonnetten van Shakespeare en voerde deze uit met zangeres Fay Claassen, een project dat ook resulteerde in een met een Edison bekroonde cd. In 2012 kwam hij met een etnisch album met zangeres Elizabeth Simonian, een plaat die een 'mix (is) van Griekse en Armeense traditionele muziek met Scandinavische jazz'. In 2015 wijdde Reijngoud een groot deel van zijn album "Goldie Meets Silver"aan de muziek van Horace Silver.
Reijngoud heeft lange tijd gespeeld in de begeleidingsgroep van André Hazes. Hij is lid van onder andere Nueva Manteca, Dutch Jazz Orchestra, The Houdini's (sinds ongeveer 2003), Jasper van 't Hof, Cubop City Big Band en een groep van Gino Vannelli. Hij speelde mee op meer dan honderd albums, onder meer van Jerry van Rooyen, Rob Madna, Gijs Hendriks/Tom Harrell, Fra Fra Big Band, David Golek, Pierre Courbois, Johan Plomp, Acda en De Munnik, Rob van Bavel, Bob Brookmeyer, Ivan Lins met het Metropole Orkest (bekroond met een Grammy) en Liesbeth List.
Reijngoud is nog steeds docent aan het Rotterdamse conservatorium (Codarts), ook is hij gastdocent aan andere conservatoria in Nederland. Tevens heeft hij een leerboek geschreven.

## Discografie (selectie)
Als leider:
- New Arrival, Munich Records, 2003
- Untamed World (met o.m. Bart van Lier), 2008
- Around the World With Elizabeth Simonian, Challenge Records, 2012
- The Swedish Jazz Connection (met o.m. Elizabeth Simonian), 2013[6]
- Goldie Meets Silver, 2015

Met Nemesis Quartet
- Nemesis, 1996

Met Bart van Lier
- Memories of the Future, 2003

Als 'sideman': 
- Jasper van't Hof: The Yellow House, 2006

## Leerboeken
- Technique and Warming Up Exercises